# 미부노 다다미
미부노 다다미(일본어: 壬生 忠見, 생몰년 미상)는 일본 헤이안 시대의 시인으로 미부노 다다미네의 아들이다.

## 경력
덴랴쿠(天暦) 8년(954년) 어구자소정외선부(御厨子所定外膳部), 덴토쿠(天徳) 2년(958년)에 셋쓰 다이모쿠(摂津大目)로 임명되었다고 알려져 있는데 정6위상(正六位上) ・ 이요노죠(伊予掾)로 서임되었다고 기록한 계도도 있다. 자세한 경력은 알 수 없다.
가인(歌人)으로써 덴랴쿠 7년(953년) 10월의 다이리 국화연(内裏菊合), 덴토쿠 4년(960년)의 다이리 노래시합(内裏歌合)에 나가 와카를 읊는 등 병풍가(屏風歌)로 활약하였다. 
칙찬(勅撰) 가인으로써 『후찬화가집』(後撰和歌集)에 1수가 실린 이래 칙찬 즉 덴노의 명으로 편찬된 와카 모음집에 36수의 작품이 실렸다. 가집(家集)으로 『충견집』(忠見集)이 있다.

## 와카
```
나의 사랑을 모두가 알아버려 어쩌면 좋아 아무도 알 수 없게 품었던 사랑인데
恋すてふわが名はまだき立ちにけり人知れずこそ思ひそめしか
```